# Martin Putze
Martin Putze, né le 14 janvier 1985 à Apolda (Allemagne), est membre de l'équipe allemande de bobsleigh.
En 2006 à Turin, il obtient le titre olympique en bob à 4 avec Lange, Hoppe et Kuske. Il remporte une médaille d'argent aux Jeux olympiques d'hiver 2010 en bob à 4.

## Palmarès

### Jeux olympiques
- Jeux olympiques d'hiver de 2006 à Turin ( Italie) :
  -  Médaille d'or en bob à 4 avec Andre Lange
- Jeux olympiques d'hiver de 2010 à Vancouver ( Canada) :
  -  Médaille d'argent en bob à 4 avec Andre Lange

### Championnats monde
- Médaille d'or en 2005 en bob à 4 avec Andre Lange
- Médaille de bronze en 2007 en bob à 4 avec Andre Lange
- Médaille d'or en 2008 en bob à 4 avec Andre Lange
- Médaille d'argent en 2009 en bob à 4 avec Andre Lange
- Médaille d'argent en 2012 en bob à 4
- Médaille d'or en 2013 en bob à 4

### Coupe du monde
- 14 globes de cristal : 
  - Vainqueur du classement bob à 2 en 2017, 2019, 2020, 2021 et 2022.
  - Vainqueur du classement bob à 4 en 2019, 2020, 2021 et 2022.
  - Vainqueur du classement combiné en 2017, 2019, 2020, 2021 et 2022.
- 108 podiums  : 
  - en bob à 2 : 1 victoire et 5 deuxièmes places.
  - en bob à 4 : 18 victoires, 16 deuxièmes places et 13 troisièmes places.

#### Détails des victoires en Coupe du monde
| Édition   | Bob à 2      | Bob à 4                                       |
| 2005-2006 |              | Calgary                                       |
| 2006-2007 |              | Calgary                                       |
| 2007-2008 | Saint-Moritz | Winterberg                                    |
| 2008-2009 |              | Winterberg                                    |
| 2009-2010 |              | Altenberg Königssee Saint-Moritz Igls         |
| 2011-2012 |              | Altenberg Saint-Moritz                        |
| 2012-2013 |              | Altenberg Igls                                |
| 2013-2014 |              | Winterberg x2                                 |
| 2015-2016 |              | Altenberg Winterberg Lake Placid Saint-Moritz |